# El Brendel
Elmer Goodfellow Brendle (Filadélfia, 25 de março de 1890 – Hollywood, 9 de abril de 1964) foi um ator e comediante americano, muito popular nos anos 30 e 40, em virtude do personagem de sotaque sueco que  ele levou da vaudeville para o cinema.

## Biografia
Filhos de imigrantes irlandeses, Brendel nasceu na Filadélfia, nos Estados Unidos. Portanto, ao contrário do que muitos pensavam, em virtude do seu personagem, Brendel não era sueco, mas sim americano.

### Início na vaudeville
Brendel iniciou sua carreira na vaudeville, em 1913, interpretando um personagem cômico que tinha um sotaque alemão. Entretanto, com o início da Primeira Guerra Mundial, em virtude de um crescente sentimento anti-germânico, Brendel viu-se obrigado a abandonar este personagem e a criar um novo.
Esse seu novo personagem cômico também tinha um sotaque, era um simples e simpático imigrante sueco, muitas vezes referido apenas como Oley, Ole ou Ollie. O engraçado sueco logo agradou ao público e, em virtude de seu sucesso ao longo dos anos, acabou vindo a se tornar o personagem que marcaria a vida de Brendel para sempre.

### Cinema
Em 1926, Brendel assinou contrato com a Fox Film Corporation, e nos anos seguintes, apareceu em quase todas as grandes produções lançadas pelo estúdio, tendo inclusive participado do filme Asas, o primeiro filme na história a ganhar um Oscar de Melhor Filme.
Sua carreira, porém, somente começou a deslanchar quatro anos mais tarde, com o advento do cinema falado, quando o sotaque de seu personagem sueco pôde, enfim, ser ouvido nos filmes. Sempre interpretando personagens cômicos e suecos, entre 1929 e 1933, Brendel estrelou em diversas comédias e musicais produzidas pela Fox Filme Corporation.
A despeito do seu indiscutível sucesso com o público, o estúdio julgava que Brendel não tinha a capacidade de carregar sozinho uma grande produção nas costas e, por isso, a Brendel somente foram destinados papéis principais em filmes baratos, ou como coadjuvante nos filmes de outros astros, como em A Grande Jornada, faroeste que lançou John Wayne ao estrelato. 
Em 1933, Brendel deixou a Fox e passou a atuar como ator independente, sem grandes êxitos. Cinco anos mais tarde, tornou a participar de uma produção da Fox, quando recebeu um papel no filme Miss Broadway, da atriz mirim Shirley Temple.
Posteriormente, Brendel passou a trabalhar para a Columbia Pictures e, entre 1941 e 1945, atuou em mais de quinze produções. Após encerrar seu contrato com a Columbia, Brendel decidiu deixar as telas de cinema e retornar a vaudeville.

### Últimos trabalhos
Durante os anos 50 e 60, a maioria dos trabalhos de Brendel se limitaram a algumas participações em séries de televisão. Já com setenta e quatro anos de idade, veio a falecer em 9 de abril de 1964, vítima de um ataque cardíaco. Seu último trabalho para a televisão foi em um episódio para o programa Vacation Playhouse.

## Filmes
- 1980
- Um sonho cor de rosa
- Mulheres de todas as nações